# Gunnar Berg (maler)
 Der er flere personer med dette navn, se Gunnar Berg.
Gunnar Berg (21. maj 1863 i Svolvær i Vågan – 23. december 1893 i Berlin) var en norsk maler, kendt som en af Lofotmalerne.
Han planlagde oprindelig en handelskarriere, og efter læretid i familiens forretning drog han i 1882 til Bergen for at få en handelsuddannelse. Her blev han opfordret til at udnytte sit kunsttalent, og 1883-1885 studerede han malerkunst i Düsseldorf. Efter studierne rejste han hjem til Lofoten hvor han med forældrenes hjælp byggede sig et atelier på Svinøya i Svolvær. Atelieret er moderniseret og bevaret.
Han pendlede mellem Tyskland og Lofoten. Om somrene i Lofoten havde han besøg af mange tilrejsende. Han både solgte kunst, og gav gæsterne en oplevelse af stedet, landsdelen og kunsten. 
I 1893 fik han kræft og fik amputeret det ene ben – alligevel rejste han til Berlin, hvor han døde om vinteren. Gunnar Berg ligger begravet i familiens gravkapel på Gunnarholmen i Svolvær. Der blev der i 1994 rejst en buste af ham.
Gunnar Berg bliver i dag anset som Nord-Norges største maler, og blandt de betydeligste i Norge inden for sin genre. Blandt hans mest betydelige malerier må nævnes Fra Svolvær havn og Trollfjordslaget, det sidste viser en faktisk kampepisode fra Lofotfisket i 1890.